# علي الغفيلي
علي الغفيلي (23 سبتمبر 1982 -)، إعلامي سعودي، عرف بتقديمه البرنامج الإسبوعي «إم بي سي في أسبوع» والذي يبث على قناة إم بي سي 1، التي كانت بدايته فيها بتقديم نشرات الأخبار.

## عن حياته
تخرج من كلية الإعلام جامعة الإمام محمد بن سعود بالرياض، بدأ حياته الأعلامية في الصحافة المكتوبة مع مجلة (إنسان) ومن ثم صحيفة (الرياض).
وقد عمل في قناة (الاقتصادية) لمدة قاربت السنتين حيث كان يعد ويقدم برنامج (صفحات اقتصادية)، إلى جانب إعداد وتحرير الأخبار الاقتصادي، بعدها انتقل إلى قناة (الآن) والتي عمل فيها مذيعا للبرامج ومقدما للنشرات الإخبارية قرابة سنة كاملة،
واستقر في قنوات ال (mbc) مقدم أخبار ام بي سي النشرة الرئيسة التي تبث كل يوم في تمام الساعة التاسعة مساء بتوقيت السعودية
على الرغم من كونه أصغر مقدّمي المحطة سنًّا؛ تمكَّن الإعلامي السعودي علي الغفيلي من تقديم نشرة الأخبار اليومية، إلى جانب برنامج «MBC في أسبوع» الذي يطرح قضايا اجتماعية وإنسانية مهمّة وحساسة في المجتمع السعودي من خلال استضافته اختصاصيين اجتماعيين عربًا وعالميين.
كما يعد ويقدم برنامج ام بي سي في أسبوع الذي يبث أسبوعياً.

## انظر ايضًا
- عبد العزيز الفضلي
- تغريد الهويش
- علا الفارس